# Staphylea bumalda
Staphylea bumalda je grm iz roda klokoča, porodica Staphyleaceae. Vrsta je rasprostranjena po Kini, Koreji i Japanu. Ime je dobila po Ovidiu Montalbanu (1601-1671) koji je koristio pseudonim Johannus Antonius Bumaldus.

## Opis
Listopadni grm. Naraste u visinu od 1.2 do 1.8 m (4-6 stopa)